# Raimon Panikkar

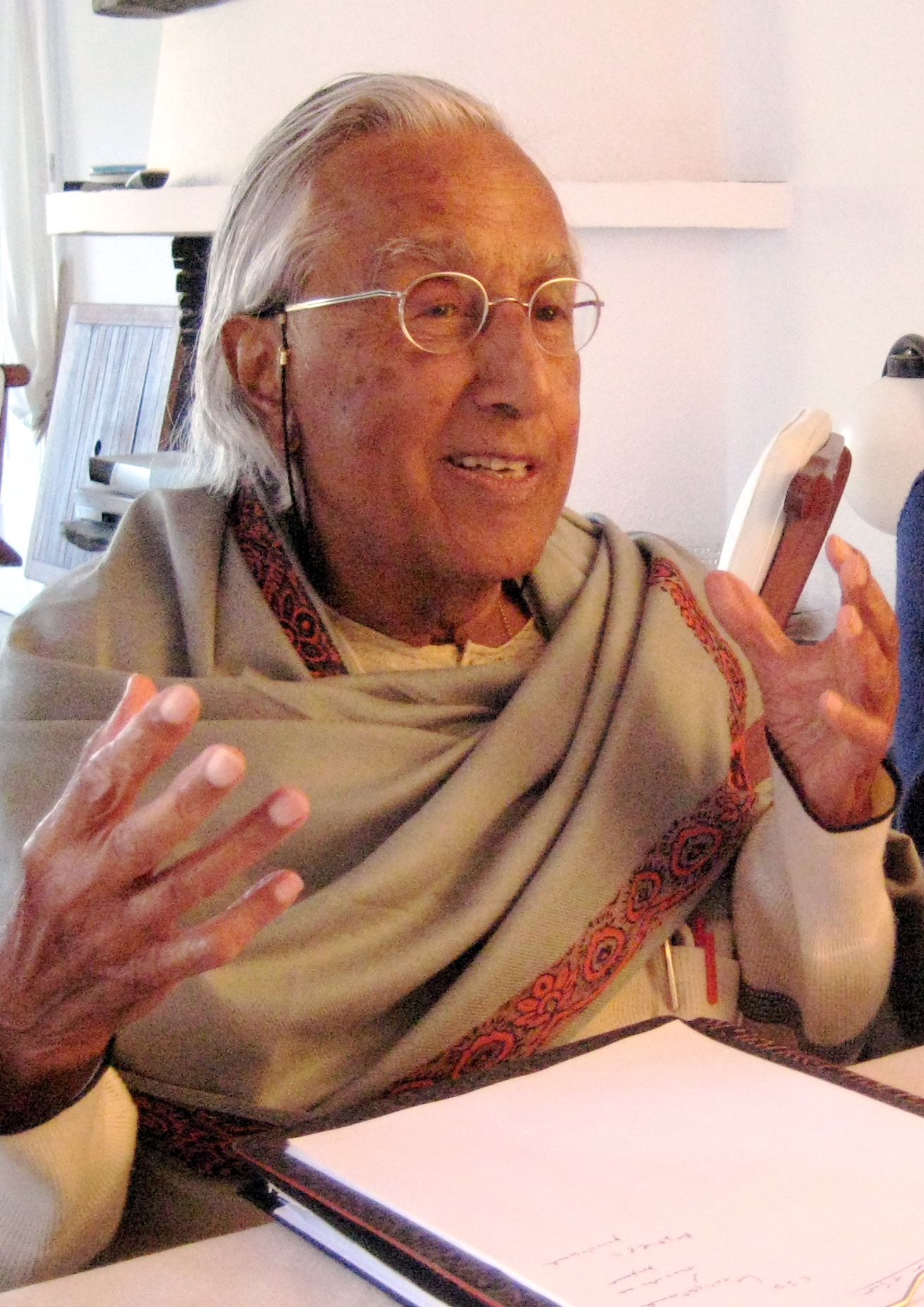
Raimon Panikkar.

Raimon Panikkar (Barcelona, 2 de novembro de 1918 — Tavertet, 26 de agosto de 2010) foi um sacerdote católico romano, teólogo e filósofo espanhol, grande promotor do diálogo inter-religioso.

## Biografia
Panikkar nasceu em 3 de novembro de 1918, filho de pai indiano e hindu e mãe catalã católica romana. Educado no colégio dos padres jesuítas, estudou química e filosofia nas universidades de Barcelona, Bonn e Madri. Seus estudos de teologia foram efetuados em Madri e Roma. Na Universidade Complutense de Madri doutorou-se em filosofia em 1945 e ciências em 1958 e concluiu seu doutorado em teologia em 1961 na Pontifícia Universidade Lateranense de Roma.
Em 1946 ordenou-se sacerdote católico romano.
Entre 1943 e 1953 foi professor na Universidade Complutense de Madri, função que deixou foi à Índia estudar filosofia indiana na Universidade de Mysore e Universidade Hindu Banaras. Engajou-se então no diálogo hindu-cristão.
Lecionou em Roma entre 1962 e 1963. Entre 1971 e 1973 foi professor na Universidade de Harvard. Em 1971 passou a lecionar também na Universidade da Califórnia.
Sua obra é muito vasta: mais de 40 livros e 900 artigos. Orientou mais de 20 teses de doutorado entre alunos de todo o mundo e outras 30 teses foram publicadas sobre seu pensamento. Recebeu diversos prêmios e homenagem ao longo da vida. Sua obra é dedicada ao estudo e aprofundamento do diálogo inter-religioso e à teologia pluralista das religiões.
Ao deixar a cátedra, viveu nas montanhas da Catalunha, onde faleceu em 26 de agosto de 2010

## Obras
- O espírito da política - Homo politicus, 1998;